# Gelis piger
Gelis piger är en stekelart som först beskrevs av Kokujev 1909.  Gelis piger ingår i släktet Gelis och familjen brokparasitsteklar. Inga underarter finns listade i Catalogue of Life.